# Drimia marginata
Drimia marginata är en sparrisväxtart som först beskrevs av Carl Peter Thunberg, och fick sitt nu gällande namn av John Peter Jessop. Drimia marginata ingår i släktet Drimia och familjen sparrisväxter. Inga underarter finns listade i Catalogue of Life.